# Szlovákia az 1994. évi téli olimpiai játékokon
Szlovákia a norvégiai Lillehammerben megrendezett 1994. évi téli olimpiai játékok egyik részt vevő nemzete volt. Az országot az olimpián 7 sportágban 42 sportoló képviselte, akik érmet nem szereztek. Szlovákia önállóan először vett részt az olimpiai játékokon.

## Alpesisí
Női
| Versenyző          | Versenyszám            | 1. futam | 1. futam | 2. futam | 2. futam | Összesítés | Összesítés |
| Versenyző          | Versenyszám            | Idő      | Hely.    | Idő      | Hely.    | Idő        | Helyezés   |
| ------------------ | ---------------------- | -------- | -------- | -------- | -------- | ---------- | ---------- |
| Lucia Medžihradská | Lesiklás               |          |          |          |          | 1:39,22    | 32.        |
| Lucia Medžihradská | Műlesiklás             | 1:02,67  | 27.      | 58,88    | 17.      | 2:01,55    | 20.*       |
| Lucia Medžihradská | Szuperóriás-műlesiklás |          |          |          |          | 1:25,57    | 33.        |

| Versenyző          | Versenyszám | Lesiklás | Lesiklás | Műlesiklás | Műlesiklás | Műlesiklás | Műlesiklás | Műlesiklás | Műlesiklás | Összesítés | Összesítés |
| Versenyző          | Versenyszám | Lesiklás | Lesiklás | 1. futam   | 1. futam   | 2. futam   | 2. futam   | Össz.      | Össz.      | Összesítés | Összesítés |
| Versenyző          | Versenyszám | Idő      | Hely.    | Idő        | Hely.      | Idő        | Hely.      | Idő        | Hely.      | Idő        | Helyezés   |
| ------------------ | ----------- | -------- | -------- | ---------- | ---------- | ---------- | ---------- | ---------- | ---------- | ---------- | ---------- |
| Lucia Medžihradská | Összetett   | 1:30,70  | 26.      | 52,90      | 15.        | 48,77      | 9.         | 1:41,67    | 13.        | 3:12,37    | 13.        |

* - egy másik versenyzővel azonos eredményt ért el

## Biatlon
Férfi
| Versenyző     | Versenyszám      | Lövőhiba    | Időeredmény | Helyezés |
| ------------- | ---------------- | ----------- | ----------- | -------- |
| Pavel Kotraba | 10 km sprint     | 4 (2+2)     | 32:04,0     | 51.      |
| Daniel Krčmář | 10 km sprint     | 4 (1+3)     | 32:24,1     | 57.      |
| Lukáš Krejči  | 20 km egyéni     | 5 (1+1+1+2) | 1:03:28,0   | 50.      |
| Pavel Sládek  | 20 km egyéni     | 3 (0+1+0+2) | 1:03:51,7   | 56.      |
| Slovakia      | 4 × 7,5 km váltó | 3+0         | 1:40:00,3   | 18.      |

Női
| Versenyző                                    | Versenyszám   | Lövőhiba    | Időeredmény | Helyezés |
| -------------------------------------------- | ------------- | ----------- | ----------- | -------- |
| Martina Jašicová-Schwarzbacherová-Halinárová | 7,5 km sprint | 2 (1+1)     | 27:11,6     | 15.      |
| Martina Jašicová-Schwarzbacherová-Halinárová | 15 km egyéni  | 2 (0+0+1+1) | 53:56,4     | 6.       |
| Soňa Mihoková                                | 7,5 km sprint | 2 (1+1)     | 27:03,8     | 12.      |
| Soňa Mihoková                                | 15 km egyéni  | 7 (1+2+2+2) | 58:46,5     | 40.      |

## Északi összetett
| Versenyző      | Versenyszám | Síugrás | Síugrás | Síugrás    | Sífutás | Sífutás | Összesítés | Összesítés |
| Versenyző      | Versenyszám | Pont    | Hely.   | Időhátrány | Idő     | Hely.   | Idő        | Helyezés   |
| -------------- | ----------- | ------- | ------- | ---------- | ------- | ------- | ---------- | ---------- |
| Jozef Bachleda | Egyéni      | 140,5   | 52.     | +11:50     | 41:54,4 | 38.     | 53:44,4    | 51.        |
| Martin Bayer   | Egyéni      | 142,5   | 51.     | +11:36     | 44:43,9 | 51.     | 56:19,9    | 52.        |
| Michal Giacko  | Egyéni      | 184,0   | 36.     | +7:00      | 40:02,5 | 19.     | 47:02,5    | 26.        |

## Jégkorong
| Szlovák nemzeti férfi jégkorongcsapat-játékoskeret                                                                            | Szlovák nemzeti férfi jégkorongcsapat-játékoskeret | Szlovák nemzeti férfi jégkorongcsapat-játékoskeret                                                                |
| --- | --- | --- |
| - Jerguš Bača - Vladimír Buřil - Jozef Daňo - Jaromír Dragan - Eduard Hartman - Oto Haščák - Branislav Jánoš - Ľubomír Kolník | - Roman Kontšek - Miroslav Michalek - Miroslav Marcinko - Stanislav Medřik - Žigmund Pálffy - Róbert Petrovický - Vlastimil Plavucha - Dušan Pohoreleč | - René Pucher - Miroslav Šatan - Ľubomír Sekeráš - Marián Smerciak - Peter Šťastný - Róbert Švehla - Ján Varholik |

B csoport
| Hely. | Csapat           | M | Gy | D | V | G+ | G– | Gk  | P | Továbbjutás     |
| ----- | ---------------- | - | -- | - | - | -- | -- | --- | - | --------------- |
| 1.    | Szlovákia        | 5 | 3  | 2 | 0 | 26 | 14 | +12 | 8 | Negyeddöntő     |
| 2.    | Kanada           | 5 | 3  | 1 | 1 | 17 | 11 | +6  | 7 | Negyeddöntő     |
| 3.    | Svédország       | 5 | 3  | 1 | 1 | 23 | 13 | +10 | 7 | Negyeddöntő     |
| 4.    | Egyesült Államok | 5 | 1  | 3 | 1 | 21 | 17 | +4  | 5 | Negyeddöntő     |
| 5.    | Olaszország      | 5 | 1  | 0 | 4 | 15 | 31 | −16 | 2 | A 9–12. helyért |
| 6.    | Franciaország    | 5 | 0  | 1 | 4 | 11 | 27 | −16 | 1 | A 9–12. helyért |

1. 1 2  Svédország 2–3 Kanada

| 1994. február 13. 15:00 | Svédország (SWE) | 4–4 (2–1, 0–2, 2–1) | Szlovákia (SVK) | Håkons Hall, Lillehammer Nézőszám: 9213 |

| | Håkan Algotsson | Kapusok                          | Eduard Hartmann | Játékvezető: Kevin Muench Vonalbírók: Jouni Lojander Helmuth Mair |
| \| Loob (Jonsson, Stillman) (PP) − 07:42 \| 1–0 \| \| \| \| 1–1 \| 11:51 − Jánoš (Pálffy) \| \| Juhlin (Näslund) − 12:14 \| 2–1 \| \| \| \| 2–2 \| 20:11 − Šatan (Bača) \| \| \| 2–3 \| 23:29 − Šťastný (Daňo) \| \| Hansson − 46:39 \| 3–3 \| \| \| K. Jönsson − 48.57 \| 4–3 \| \| \| \| 4–4 \| 54:12 − Kontšek (Haščák, Kolník) \| |                 |                                  |                 | Játékvezető: Kevin Muench Vonalbírók: Jouni Lojander Helmuth Mair |
| 10 perc | Büntetések      | 16 perc                          |                 | Játékvezető: Kevin Muench Vonalbírók: Jouni Lojander Helmuth Mair |
| 28 | Lövések         | 21                               |                 | Játékvezető: Kevin Muench Vonalbírók: Jouni Lojander Helmuth Mair |
| Loob (Jonsson, Stillman) (PP) − 07:42 | 1–0             |                                  |                 | Játékvezető: Kevin Muench Vonalbírók: Jouni Lojander Helmuth Mair |
| | 1–1             | 11:51 − Jánoš (Pálffy)           |                 | Játékvezető: Kevin Muench Vonalbírók: Jouni Lojander Helmuth Mair |
| Juhlin (Näslund) − 12:14 | 2–1             |                                  |                 | Játékvezető: Kevin Muench Vonalbírók: Jouni Lojander Helmuth Mair |
| | 2–2             | 20:11 − Šatan (Bača)             |                 |                                                                   |
| | 2–3             | 23:29 − Šťastný (Daňo)           |                 |                                                                   |
| Hansson − 46:39 | 3–3             |                                  |                 |                                                                   |
| K. Jönsson − 48.57 | 4–3             |                                  |                 |                                                                   |
| | 4–4             | 54:12 − Kontšek (Haščák, Kolník) |                 |                                                                   |

| 1994. február 15. 17:30 | Egyesült Államok (USA) | 3–3 (1–1, 0–1, 2–1) | Szlovákia (SVK) | Gjøvik Olympic Cavern Hall, Gjøvik Nézőszám: 5200 |

| | Garth Snow | Kapusok                  | Eduard Hartmann | Játékvezető: Valerij Bokarev Vonalbírók: Stephan Eriksson Johan Norrman |
| \| Lazaro (Crowley) − 10:23 \| 1–0 \| \| \| \| 1–1 \| 13:55 − Kolník (Haščák) \| \| \| 1–2 \| 39:24 − Šťastný (Pálffy) \| \| \| 1–3 \| 46:58 − Švehla (PP) \| \| Ciavaglia (Beaufait, Sacco) (PP) − 54:23 \| 2–3 \| \| \| Lilley − 55:59 \| 3–3 \| \| |            |                          |                 | Játékvezető: Valerij Bokarev Vonalbírók: Stephan Eriksson Johan Norrman |
| 22 perc | Büntetések | 35 perc                  |                 | Játékvezető: Valerij Bokarev Vonalbírók: Stephan Eriksson Johan Norrman |
| 18 | Lövések    | 33                       |                 | Játékvezető: Valerij Bokarev Vonalbírók: Stephan Eriksson Johan Norrman |
| Lazaro (Crowley) − 10:23 | 1–0        |                          |                 | Játékvezető: Valerij Bokarev Vonalbírók: Stephan Eriksson Johan Norrman |
| | 1–1        | 13:55 − Kolník (Haščák)  |                 | Játékvezető: Valerij Bokarev Vonalbírók: Stephan Eriksson Johan Norrman |
| | 1–2        | 39:24 − Šťastný (Pálffy) |                 | Játékvezető: Valerij Bokarev Vonalbírók: Stephan Eriksson Johan Norrman |
| | 1–3        | 46:58 − Švehla (PP)      |                 |                                                                         |
| Ciavaglia (Beaufait, Sacco) (PP) − 54:23 | 2–3        |                          |                 |                                                                         |
| Lilley − 55:59 | 3–3        |                          |                 |                                                                         |

| 1994. február 17. 15:00 | Szlovákia (SVK) | 10–4 (6–2, 3–1, 1–1) | Olaszország (ITA) | Håkons Hall, Lillehammer Nézőszám: 5123 |

| | Jaromír Dragan | Kapusok                                | Mike Rosati David Delfino | Játékvezető: Tor Hansen Vonalbírók: Wilhelm Schimm Jouni Lojander |
| \| Kontšek (PP) − 01:27 \| 1–0 \| \| \| Kontšek (Haščák) − 09:02 \| 2–0 \| \| \| Šatan (Švehla, Petrovický) (PP) − 10:15 \| 3–0 \| \| \| Šťastný − 10:57 \| 4–0 \| \| \| Šatan (Jánoš, Petrovický) − 12:14 \| 5–0 \| \| \| Pálffy − 13:17 \| 6–0 \| \| \| \| 6–1 \| 17:32 − Topatigh (Zarrillo, Camazzola) \| \| \| 6–2 \| 18:23 − Pavlu (Ramoser, Sacratini) \| \| Pálffy (SH) − 30:54 \| 7–2 \| \| \| \| 7–3 \| 32:38 − Camazzola (SH) \| \| Daňo (Šťastný, Pálffy) (PP) − 33:41 \| 8–3 \| \| \| Šťastný (Daňo, Pálffy) − 37:35 \| 9–3 \| \| \| Šatan (Jánoš, Petrovický) − 49:34 \| 10–3 \| \| \| \| 10–4 \| 51:12 − Mansi \| |                |                                        |                           | Játékvezető: Tor Hansen Vonalbírók: Wilhelm Schimm Jouni Lojander |
| 18 perc | Büntetések     | 18 perc                                |                           | Játékvezető: Tor Hansen Vonalbírók: Wilhelm Schimm Jouni Lojander |
| 40 | Lövések        | 18                                     |                           | Játékvezető: Tor Hansen Vonalbírók: Wilhelm Schimm Jouni Lojander |
| Kontšek (PP) − 01:27 | 1–0            |                                        |                           | Játékvezető: Tor Hansen Vonalbírók: Wilhelm Schimm Jouni Lojander |
| Kontšek (Haščák) − 09:02 | 2–0            |                                        |                           | Játékvezető: Tor Hansen Vonalbírók: Wilhelm Schimm Jouni Lojander |
| Šatan (Švehla, Petrovický) (PP) − 10:15 | 3–0            |                                        |                           | Játékvezető: Tor Hansen Vonalbírók: Wilhelm Schimm Jouni Lojander |
| Šťastný − 10:57 | 4–0            |                                        |                           |                                                                   |
| Šatan (Jánoš, Petrovický) − 12:14 | 5–0            |                                        |                           |                                                                   |
| Pálffy − 13:17 | 6–0            |                                        |                           |                                                                   |
| | 6–1            | 17:32 − Topatigh (Zarrillo, Camazzola) |                           |                                                                   |
| | 6–2            | 18:23 − Pavlu (Ramoser, Sacratini)     |                           |                                                                   |
| Pálffy (SH) − 30:54 | 7–2            |                                        |                           |                                                                   |
| | 7–3            | 32:38 − Camazzola (SH)                 |                           |                                                                   |
| Daňo (Šťastný, Pálffy) (PP) − 33:41 | 8–3            |                                        |                           |                                                                   |
| Šťastný (Daňo, Pálffy) − 37:35 | 9–3            |                                        |                           |                                                                   |
| Šatan (Jánoš, Petrovický) − 49:34 | 10–3           |                                        |                           |                                                                   |
| | 10–4           | 51:12 − Mansi                          |                           |                                                                   |

| 1994. február 19. 15:00 | Kanada (CAN) | 1–3 (1–1, 0–1, 0–1) | Szlovákia (SVK) | Håkons Hall, Lillehammer Nézőszám: 9245 |

| | Corey Hirsch | Kapusok                                | Eduard Hartmann | Játékvezető: Mika Lepaus Vonalbírók: Jay Borman Szergej Feofanov |
| \| Kariya − 01:06 \| 1–0 \| \| \| \| 1–1 \| 17:13 − Daňo (Pálffy) \| \| \| 1–2 \| 23:27 − Švehla (Jánoš) (PP) \| \| \| 1–3 \| 59:49 − Daňo (Šťastný, Bača) (SH, ENG) \| |              |                                        |                 | Játékvezető: Mika Lepaus Vonalbírók: Jay Borman Szergej Feofanov |
| 12 perc | Büntetések   | 14 perc                                |                 | Játékvezető: Mika Lepaus Vonalbírók: Jay Borman Szergej Feofanov |
| 25 | Lövések      | 27                                     |                 | Játékvezető: Mika Lepaus Vonalbírók: Jay Borman Szergej Feofanov |
| Kariya − 01:06 | 1–0          |                                        |                 | Játékvezető: Mika Lepaus Vonalbírók: Jay Borman Szergej Feofanov |
| | 1–1          | 17:13 − Daňo (Pálffy)                  |                 | Játékvezető: Mika Lepaus Vonalbírók: Jay Borman Szergej Feofanov |
| | 1–2          | 23:27 − Švehla (Jánoš) (PP)            |                 | Játékvezető: Mika Lepaus Vonalbírók: Jay Borman Szergej Feofanov |
| | 1–3          | 59:49 − Daňo (Šťastný, Bača) (SH, ENG) |                 |                                                                  |

| 1994. február 21. 17:30 | Szlovákia (SVK) | 6–2 (4–1, 2–0, 0–1) | Franciaország (FRA) | Gjøvik Olympic Cavern Hall, Gjøvik Nézőszám: 4698 |

| | Miroslav Michalek | Kapusok                            | Michel Vallière | Játékvezető: Rob Hearn Vonalbírók: Jay Borman Helmuth Mair |
| \| Šatan (Petrovický) (SH) − 05:25 \| 1–0 \| \| \| Petrovický (Švehla, Jánoš) − 08:40 \| 2–0 \| \| \| Šatan − 15:33 \| 3–0 \| \| \| \| 3–1 \| 17:29 − Pousse (Girard, Guennelon) \| \| Šatan (Petrovický, Smerčiak) (PP) − 18:09 \| 4–1 \| \| \| Bača (Šťastný, Pálffy) (SH) − 34:34 \| 5–1 \| \| \| Pucher (Šťastný, Pálffy) − 39:52 \| 6–1 \| \| \| \| 6–2 \| 46:46 − Barin \| |                   |                                    |                 | Játékvezető: Rob Hearn Vonalbírók: Jay Borman Helmuth Mair |
| 8 perc | Büntetések        | 10 perc                            |                 | Játékvezető: Rob Hearn Vonalbírók: Jay Borman Helmuth Mair |
| 29 | Lövések           | 25                                 |                 | Játékvezető: Rob Hearn Vonalbírók: Jay Borman Helmuth Mair |
| Šatan (Petrovický) (SH) − 05:25 | 1–0               |                                    |                 | Játékvezető: Rob Hearn Vonalbírók: Jay Borman Helmuth Mair |
| Petrovický (Švehla, Jánoš) − 08:40 | 2–0               |                                    |                 | Játékvezető: Rob Hearn Vonalbírók: Jay Borman Helmuth Mair |
| Šatan − 15:33 | 3–0               |                                    |                 | Játékvezető: Rob Hearn Vonalbírók: Jay Borman Helmuth Mair |
| | 3–1               | 17:29 − Pousse (Girard, Guennelon) |                 |                                                            |
| Šatan (Petrovický, Smerčiak) (PP) − 18:09 | 4–1               |                                    |                 |                                                            |
| Bača (Šťastný, Pálffy) (SH) − 34:34 | 5–1               |                                    |                 |                                                            |
| Pucher (Šťastný, Pálffy) − 39:52 | 6–1               |                                    |                 |                                                            |
| | 6–2               | 46:46 − Barin                      |                 |                                                            |

Negyeddöntő
| 1994. február 23. 21:00 | Szlovákia (SVK) | 2–3 (h.u.) (2–1, 0–1, 0–0) (h.u.: 0–1) | Oroszország (RUS) | Lillehammer, Håkons Hall Nézőszám: 9095 |

| | Eduard Hartmann | Kapusok                           | Andrej Zujev | Játékvezető: Rob Hearn Vonalbírók: Lonnie Cameron Pierre Tremblay |
| \| Šťastný (Daňo, Marcinko) – 10:42 \| 1–0 \| \| \| \| 1–1 \| 15:27 – Torgajev (Jevtyuhin) (SH) \| \| Šatan (Petrovický) – 19:41 \| 2–1 \| \| \| \| 2–2 \| 39:25 – Nyikolisin (PP2) \| \| \| 2–3 \| 68:39 – Vinogradov (Nyikolisin) \| |                 |                                   |              | Játékvezető: Rob Hearn Vonalbírók: Lonnie Cameron Pierre Tremblay |
| 16 perc | Büntetések      | 18 perc                           |              | Játékvezető: Rob Hearn Vonalbírók: Lonnie Cameron Pierre Tremblay |
| 25 | Lövések         | 26                                |              | Játékvezető: Rob Hearn Vonalbírók: Lonnie Cameron Pierre Tremblay |
| Šťastný (Daňo, Marcinko) – 10:42 | 1–0             |                                   |              | Játékvezető: Rob Hearn Vonalbírók: Lonnie Cameron Pierre Tremblay |
| | 1–1             | 15:27 – Torgajev (Jevtyuhin) (SH) |              | Játékvezető: Rob Hearn Vonalbírók: Lonnie Cameron Pierre Tremblay |
| Šatan (Petrovický) – 19:41 | 2–1             |                                   |              | Játékvezető: Rob Hearn Vonalbírók: Lonnie Cameron Pierre Tremblay |
| | 2–2             | 39:25 – Nyikolisin (PP2)          |              |                                                                   |
| | 2–3             | 68:39 – Vinogradov (Nyikolisin)   |              |                                                                   |

Az 5–8. helyért
| 1994. február 24. 21:00 | Németország (GER) | 5–6 (h.u.) (3–0, 0–3, 2–2) (h.u.: 0–1) | Szlovákia (SVK) | Håkons Hall, Lillehammer Nézőszám: 8925 |

| | Josef Heiß | Kapusok                              | Jaromír Dragan Eduard Hartmann | Játékvezető: Börje Johansson Vonalbírók: Jay Borman Václav Český |
| \| Truntschka (SH) – 10:51 \| 1–0 \| \| \| Rumrich (Handrick, Serikow) – 18:28 \| 2–0 \| \| \| Hilger (Ustorf) – 19:32 \| 3–0 \| \| \| \| 3–1 \| 25:46 – Pálffy (SH) \| \| \| 3–2 \| 33:33 – Kolník (Haščák, Švehla) (PP) \| \| \| 3–3 \| 37:13 – Kolník \| \| \| 3–4 \| 45:21 – Kontšek \| \| Doucet (Franz) – 45:29 \| 4–4 \| \| \| \| 4–5 \| 51:09 – Kolník (Haščák, Švehla) (PP) \| \| Handrick – 51:45 \| 5–5 \| \| \| \| 5–6 \| 61:38 – Haščák \| |            |                                      |                                | Játékvezető: Börje Johansson Vonalbírók: Jay Borman Václav Český |
| 12 perc | Büntetések | 12 perc                              |                                | Játékvezető: Börje Johansson Vonalbírók: Jay Borman Václav Český |
| 23 | Lövések    | 25                                   |                                | Játékvezető: Börje Johansson Vonalbírók: Jay Borman Václav Český |
| Truntschka (SH) – 10:51 | 1–0        |                                      |                                | Játékvezető: Börje Johansson Vonalbírók: Jay Borman Václav Český |
| Rumrich (Handrick, Serikow) – 18:28 | 2–0        |                                      |                                | Játékvezető: Börje Johansson Vonalbírók: Jay Borman Václav Český |
| Hilger (Ustorf) – 19:32 | 3–0        |                                      |                                | Játékvezető: Börje Johansson Vonalbírók: Jay Borman Václav Český |
| | 3–1        | 25:46 – Pálffy (SH)                  |                                |                                                                  |
| | 3–2        | 33:33 – Kolník (Haščák, Švehla) (PP) |                                |                                                                  |
| | 3–3        | 37:13 – Kolník                       |                                |                                                                  |
| | 3–4        | 45:21 – Kontšek                      |                                |                                                                  |
| Doucet (Franz) – 45:29 | 4–4        |                                      |                                |                                                                  |
| | 4–5        | 51:09 – Kolník (Haščák, Švehla) (PP) |                                |                                                                  |
| Handrick – 51:45 | 5–5        |                                      |                                |                                                                  |
| | 5–6        | 61:38 – Haščák                       |                                |                                                                  |

Az 5. helyért
| 1994. február 26. 19:30 | Csehország (CZE) | 7–1 (4–1, 1–0, 2–0) | Szlovákia (SVK) | Gjøvik, Fjellhallen Nézőszám: 4465 |

| | Roman Turek | Kapusok                | Eduard Hartmann Miroslav Michalek | Játékvezető: Peter Slapke Vonalbírók: Jouni Lojander Johan Norrman |
| \| \| 0–1 \| 02:21 – Šatan (Haščák) \| \| Janecký (Kučera, Kadlec) – 09:33 \| 1–1 \| \| \| Sršeň (Horák, Kašťák) – 11:11 \| 2–1 \| \| \| Žemlička (Geffert, Vykoukal) – 18:43 \| 3–1 \| \| \| Horák (Sršeň) – 19:14 \| 4–1 \| \| \| Kučera (Janecký) (PP) – 37:28 \| 5–1 \| \| \| Geffert (Žemlička) – 43:30 \| 6–1 \| \| \| Žemlička (Vykoukal) – 57:56 \| 7–1 \| \| |             |                        |                                   | Játékvezető: Peter Slapke Vonalbírók: Jouni Lojander Johan Norrman |
| 12 perc | Büntetések  | 24 perc                |                                   | Játékvezető: Peter Slapke Vonalbírók: Jouni Lojander Johan Norrman |
| 21 | Lövések     | 33                     |                                   | Játékvezető: Peter Slapke Vonalbírók: Jouni Lojander Johan Norrman |
| | 0–1         | 02:21 – Šatan (Haščák) |                                   | Játékvezető: Peter Slapke Vonalbírók: Jouni Lojander Johan Norrman |
| Janecký (Kučera, Kadlec) – 09:33 | 1–1         |                        |                                   | Játékvezető: Peter Slapke Vonalbírók: Jouni Lojander Johan Norrman |
| Sršeň (Horák, Kašťák) – 11:11 | 2–1         |                        |                                   | Játékvezető: Peter Slapke Vonalbírók: Jouni Lojander Johan Norrman |
| Žemlička (Geffert, Vykoukal) – 18:43 | 3–1         |                        |                                   |                                                                    |
| Horák (Sršeň) – 19:14 | 4–1         |                        |                                   |                                                                    |
| Kučera (Janecký) (PP) – 37:28 | 5–1         |                        |                                   |                                                                    |
| Geffert (Žemlička) – 43:30 | 6–1         |                        |                                   |                                                                    |
| Žemlička (Vykoukal) – 57:56 | 7–1         |                        |                                   |                                                                    |

| Csapat          | Helyezés |
| --------------- | -------- |
| Szlovákia (SVK) | 6.       |

## Sífutás
Férfi
| Versenyző   | Versenyszám         | Eredmény | Helyezés |
| ----------- | ------------------- | -------- | -------- |
| Bátory Iván | 10 km               | 26:58,7  | 43.      |
| Bátory Iván | 15 km üldözőverseny | 41:14,3  | 34.      |

Női
| Versenyző                                                                    | Versenyszám         | Eredmény  | Helyezés |
| ---------------------------------------------------------------------------- | ------------------- | --------- | -------- |
| Lubomíra Balážová                                                            | 5 km                | 15:23,9   | 21.      |
| Lubomíra Balážová                                                            | 10 km üldözőverseny | 31:20,1   | 24.      |
| Lubomíra Balážová                                                            | 30 km               | 1:30:58,7 | 18.      |
| Jaroslava Bukvajová                                                          | 5 km                | 16:26,6   | 46.      |
| Jaroslava Bukvajová                                                          | 10 km üldözőverseny | 33:20,3   | 40.      |
| Alžbeta Havrančíková                                                         | 5 km                | 15:47,2   | 32.      |
| Alžbeta Havrančíková                                                         | 10 km üldözőverseny | 30:02,0   | 17.      |
| Alžbeta Havrančíková                                                         | 15 km               | 42:34,4   | 8.       |
| Alžbeta Havrančíková                                                         | 30 km               | 1:33:41,5 | 32.      |
| Tatiana Kutlíková                                                            | 5 km                | 16:27,7   | 48.      |
| Tatiana Kutlíková                                                            | 10 km üldözőverseny | 32:45,0   | 35.      |
| Tatiana Kutlíková                                                            | 15 km               | 47:34,9   | 46.      |
| Tatiana Kutlíková                                                            | 30 km               | 1:36:41,4 | 43.      |
| Lubomíra Balážová Jaroslava Bukvajová Tatiana Kutlíková Alžbeta Havrančíková | 4 × 5 km váltó      | 1:01:00,2 | 7.       |

## Síugrás
| Versenyző       | Versenyszám | 1. ugrás | 1. ugrás | 2. ugrás | 2. ugrás | Összesítés | Összesítés |
| Versenyző       | Versenyszám | Pont     | Hely.    | Pont     | Hely.    | Pont       | Helyezés   |
| --------------- | ----------- | -------- | -------- | -------- | -------- | ---------- | ---------- |
| Miroslav Slušný | Normálsánc  | 92,0     | 46.      | 60,0     | 52.      | 152,0      | 51.        |
| Miroslav Slušný | Nagysánc    | 65,6     | 39.*     | 41,1     | 50.      | 106,7      | 45.        |
| Martin Švagerko | Normálsánc  | 97,5     | 40.      | 115,5    | 16.      | 213,0      | 25.**      |
| Martin Švagerko | Nagysánc    | 74,4     | 30.      | 78,5     | 23.      | 152,9      | 28.        |

* - egy másik versenyzővel azonos eredményt ért el

** - két másik versenyzővel azonos eredményt ért el

## Szánkó
| Versenyző         | Versenyszám | 1. futam | 1. futam | 2. futam | 2. futam | 3. futam | 3. futam | 4. futam | 4. futam | Összesítés | Összesítés |
| Versenyző         | Versenyszám | Idő      | Hely.    | Idő      | Hely.    | Idő      | Hely.    | Idő      | Hely.    | Idő        | Helyezés   |
| ----------------- | ----------- | -------- | -------- | -------- | -------- | -------- | -------- | -------- | -------- | ---------- | ---------- |
| Jozef Škvarek     | Férfi egyes | 51,775   | 23.      | 51,835   | 23.      | 51,300   | 19.      | 51,612   | 19.      | 3:26,522   | 19.        |
| Mária Jasenčáková | Női egyes   | 49,411   | 13.      | 50,351   | 20.      | 49,276   | 3.       | 49,418   | 7.       | 3:18,456   | 15.        |